# 擬蟬蝦屬
擬蟬蝦屬（學名：Scyllarides）也称拟扇虾属，是蟬蝦科之下的一個属。

## 形態描述
根據WoRMS，擬蟬蝦屬與擬平蝦屬同屬蟬蝦科之下四個亞科之一的擬平蝦亞科（Arctidinae）之下。
本屬物種多以小型無脊椎動物（通常為軟體動物）為食。這些小型軟體動物計有：帽貝、鮑魚、爬行動物和甲殼類動物等。

## 分類學歷史
1849年，威廉·德·哈恩把原來的蟬蝦屬（Scyllarus ）一分為二，包括新設立的平蝦屬（Arctus）及嚴謹定義的新蟬蝦屬。不過，原來蟬蝦屬的模式種卻被劃到平蝦屬去。 
這個錯誤最早由鱼类学家西奥多·吉尔發現。

## 物種
擬蟬蝦屬包括下列各個現生種：
- Scyllarides aequinoctialis（英语：Scyllarides aequinoctialis） (Lund, 1793)
- Scyllarides astori Holthuis, 1960
- Scyllarides brasiliensis Rathbun, 1906
- Scyllarides deceptor Holthuis, 1963
- Scyllarides delfosi Holthuis, 1960
- Scyllarides elisabethae (Ortmann, 1894)
- 韩氏拟扇虾 Scyllarides haanii（英语：Scyllarides haanii） (De Haan, 1841)
- Scyllarides herklotsii（英语：Scyllarides herklotsii） (Herklots, 1851)
- 地中海琵琶蝦 Scyllarides latus (Latreille, 1802)
- Scyllarides nodifer (Stimpson, 1866)
- Scyllarides obtusus Holthuis, 1993 [5]
- Scyllarides roggeveeni Holthuis, 1967
- Scyllarides squammosus（英语：Scyllarides squammosus） (H. Milne-Edwards, 1837)
- Scyllarides tridacnophaga Holthuis, 1967

此外，本屬現時已知有兩個化石種，皆位處於欧洲的始新世地層，分別為：
- Scyllarides bolcensis de Angeli & Garassino, 2008 [6]
- Scyllarides tuberculatus (König, 1825) [7]

以下物種過往屬於本屬，現時已改屬其他分類：
- 東方扁蝦 Scyllarides latus：今作Thenus orientalis[8]。